# Gene Mako
Constantine Gene Mako (Budapest, 24 de enero de 1916-Los Ángeles, 14 de junio de 2013) fue un tenista estadounidense, nacido en Hungría que se destacó en los años 30, con una excelente labor en dobles, donde conquistó 4 torneos de Grand Slam junto al legendario Don Budge.

## Torneos de Grand Slam

### Finalista Individuales (1)
| Año  | Torneo                            | Oponente en la final | Resultado       |
| 1938 | US National Singles Championships | Don Budge            | 3-6 8-6 2-6 1-6 |

### Campeón Dobles (4)
| Año  | Torneo                            | Pareja    | Oponentes en la final           | Resultado       |
| 1936 | US National Doubles Championships | Don Budge | Wilmer Allison John Van Ryn     | 6-4 6-2 6-4     |
| 1937 | Wimbledon                         | Don Budge | Pat Hughes Raymond Tuckey       | 6-0 6-4 6-8 6-1 |
| 1938 | Wimbledon                         | Don Budge | Henner Henkel George von Metasa | 6-4 6-3 3-6 8-6 |
| 1938 | US National Doubles Championships | Don Budge | John Bromwich Adrian Quist      | 6-3 6-2 6-1     |

### Finalista Dobles (3)
| Año  | Torneo                            | Pareja    | Oponentes en la final             | Resultado           |
| 1935 | US National Doubles Championships | Don Budge | Wilmer Allison John Van Ryn       | 2-6 3-6 6-2 6-3 1-6 |
| 1937 | US National Doubles Championships | Don Budge | Henner Henkel Gottfried von Cramm | 4-6 5-7 4-6         |
| 1938 | Campeonato Francés                | Don Budge | Bernard Destremau Yvon Petra      | 6-3 3-6 7-9 1-6     |